# FC Café Opera
Der FC Café Opera war ein schwedischer Fußballverein aus dem im nördlichen Stockholm liegenden Djursholm. Die Mannschaft wurde im Umfeld des Nachtclubs Café Opera gegründet und von diesem unterstützt.

## Geschichte
Der FC Café Opera gründete sich 1991 als Freizeitmannschaft und trat zunächst im unteren Bereich des Ligasystems an. Die Mannschaft war in den folgenden Jahren äußerst erfolgreich und marschierte durch die Ligapyramide, bereits Ende 1996 stieg sie in die dritte Liga auf. Hier etablierte sie sich schnell im vorderen Tabellenbereich und, nachdem sie 1998 als Tabellendritter die Aufstiegsrunde zur zweiten Liga um einen Punkt verpasst hatte, gewann 1999 ihre Drittligastaffel. Da mit der Superettan eine eingleisige zweite Liga eingeführt wurde, musste die Mannschaft mehrere Aufstiegsrunden überstehen. Als Sieger spielte sie anschließend gegen den Zweitligisten Gefle IF in zwei Relegationsspielen und setzte sich nach einem 0:0-Remis auf eigenem Platz nach einem 2:2-Unentschieden im Rückspiel dank der Auswärtstorregel durch.
In der zweiten Liga setzte sich der FC Café Opera direkt in der vorderen Tabellenhälfte fest, in der Zweitliga-Spielzeit 2001 erreichte die Mannschaft als Tabellenfünfter das beste Ergebnis der Vereinsgeschichte. Mit dem Erstligisten AIK hatte der Verein zwischenzeitlich ein Kooperationsabkommen abgeschlossen, das ermöglichte, dass junge Spieler beim Zweitligisten Spielpraxis sammeln konnten. Als der Kooperationspartner am Ende der Spielzeit 2004 aus der höchsten schwedischen Fußballliga abstieg, forcierte er eine Fusion des Klubs mit dem drittklassigen Lokalrivalen Väsby IK. Anfang 2005 ging daher die Mannschaft des FC Café Opera im neu gegründeten Klub Väsby United auf. Unter dem Namen FC Djursholm United setzte der Klub im unterklassigen Ligabereich den Spielbetrieb fort.

## Stadien
Der FC Café Opera spielte während seiner Zweitligazugehörigkeit zunächst im Olympiastadion Stockholm, aufgrund des vergleichsweise geringen Zuschauerandrangs wechselte der Klub später auf den Kristinebergs IP im Stockholmer Stadtbezirk Kungsholmen.